# بوران (هواشناسی)

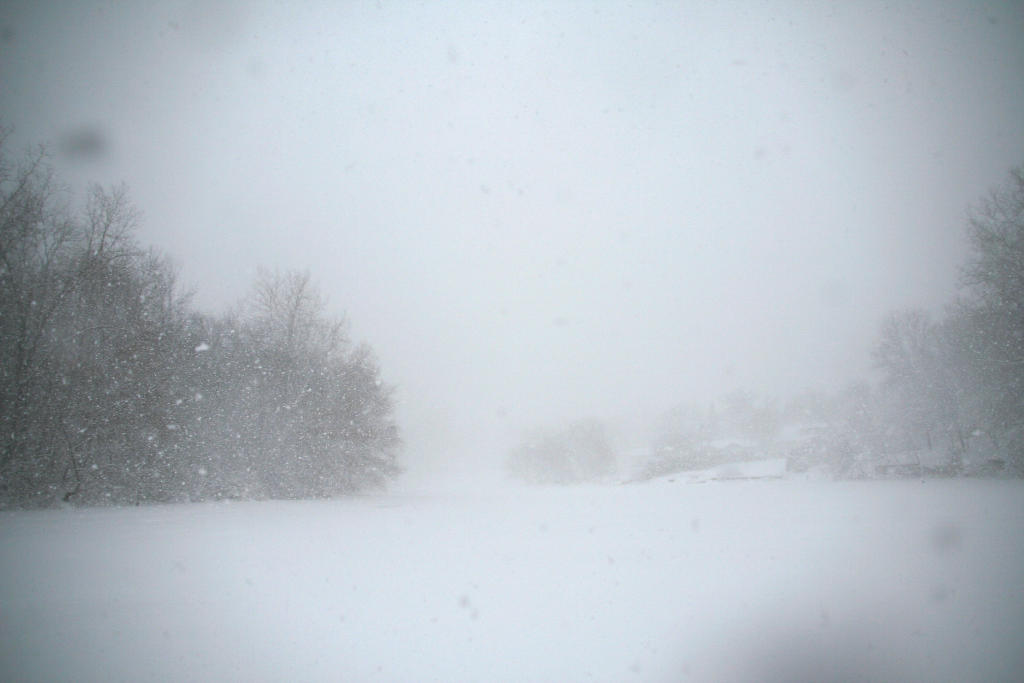
کولاک در مینه‌سوتا

بوران (به روسی: Буран) نوعی از وضعیت هوایی است که در آن وضوح دید به علت برف شدید، به شدت کاهش پیدا می‌کند.
این اتفاق زمانی رخ می‌دهد که دما در سطح ابر بالای صفر ولی در سطح زمین زیر صفر باشد بنابراین قطرات آب در میانه راه شروع به انجماد می‌کنند ولی چون سرعت بارش زیاد است قطرات آب فرصت انجماد کامل را نداشته و یخ و آب باهم مخلوط است.

## انواع
۴ نوع وضعیت بوران وجود دارد:
- حالت بارش برف
- حالت کولر گازی
- وضعیت هوای صاف
- حالت مه